# Pálffy telep
A Pálffy telep vagy Pálffy kocsiszín egy mára már megszűnt budapesti villamos kocsiszín, amely a Budapest II. kerületi  Feketesas utca – Henger utca találkozásánál áll.

## Története
A 19. század második felében, a fővárosban kezdtek megjelenni az úgynevezett lóvasútak. A Budapesti Közúti Vaspálya Társaság 1869-ben építtette a nyolc kocsiszín egyikét, a Pálffy utcai (ma Bem utcai)-telepet. Valószínűleg a Ganz-törzsgyár (ma: Öntödei Múzeum) közelsége is indokolta a kocsiszín kialakítását. A telepet a forgalom növekedése miatt idővel bővítették, és a századfordulón már 39 villamos kocsi elhelyezésére-karbantartására volt alkalmas. (Időközben a lóvasutat felváltották a villamosok.) A villamos-energiát a telepen kialakított áramfejlesztő szolgáltatta. Ez működtette ugyanakkora a Budapesti Helyiérdekű Vasutat (HÉV) is. 1920-ban Budán Kelenföld és Óbuda között, Pesten egészen Rákospalotáig a telep látta el árammal a felsővezetékes vonalakat. Az áramfejlesztőt 1931-től áramátalakítóval váltották fel. A telep zárványszerűen ékelődött be a fejlődő Budapest épületei közé, ezért megszüntetése már az 1930-as években felmerült. Azonban 1945 után a második világháborúban megsérült villamos kocsik és sínhálózat helyreállítása fontosabb volt, ezért a telep megmenekült a bontástól. 1953-tól trolibusz főműhelyként üzemelt. A trolibuszok javítását később az 1962-ben megnyitott Pongrác telep vette át. A trolivezetéket a környező utcákban az 1970-es évek közepén szerelték le. Vágányhálózatának kapcsolatait a villamosvonalakkal 1971-ben bontották el.
A telep ennek ellenére a BKV tulajdonában maradt, és az 1990-es évekig műhelyként működött. Felső részében később került kialakításra a Tölgyfa Galéria. Északi oldalán 1987-ben megnyílt az Iparművészeti Főiskola Vizuális Nevelési Központja.
A Pálffy telepet a BKV 2000-ben adta el. 2002-ben egy részét elbontották, és irodaházat (Margit Palace) építettek a helyére. Másik rész megmaradt, és beleépítették az irodaházba. A nyerstégla homlokzatú épület különös módon így – a környező épületek stílusához nem illeszkedve – máig látható.

## Képtár

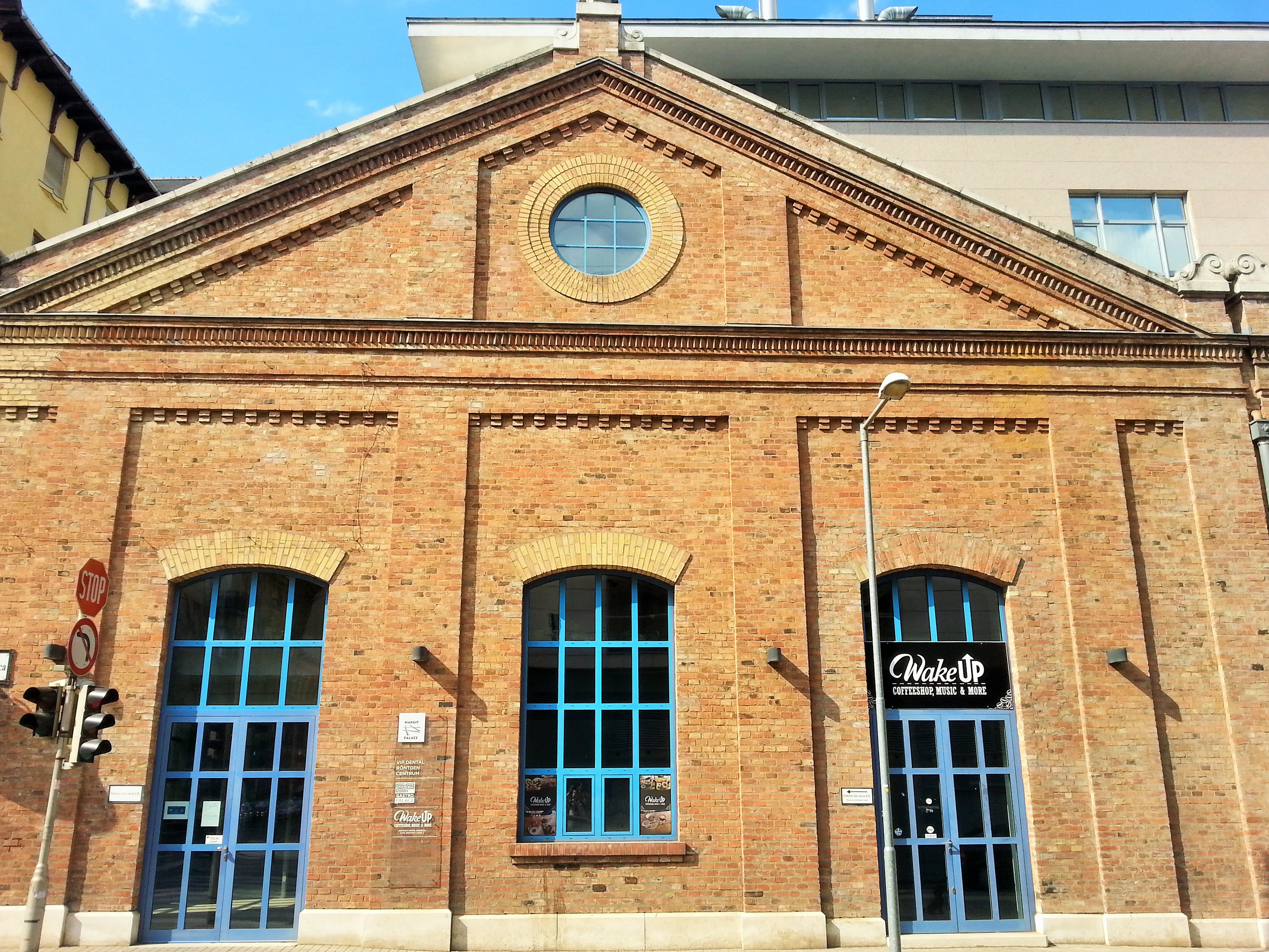
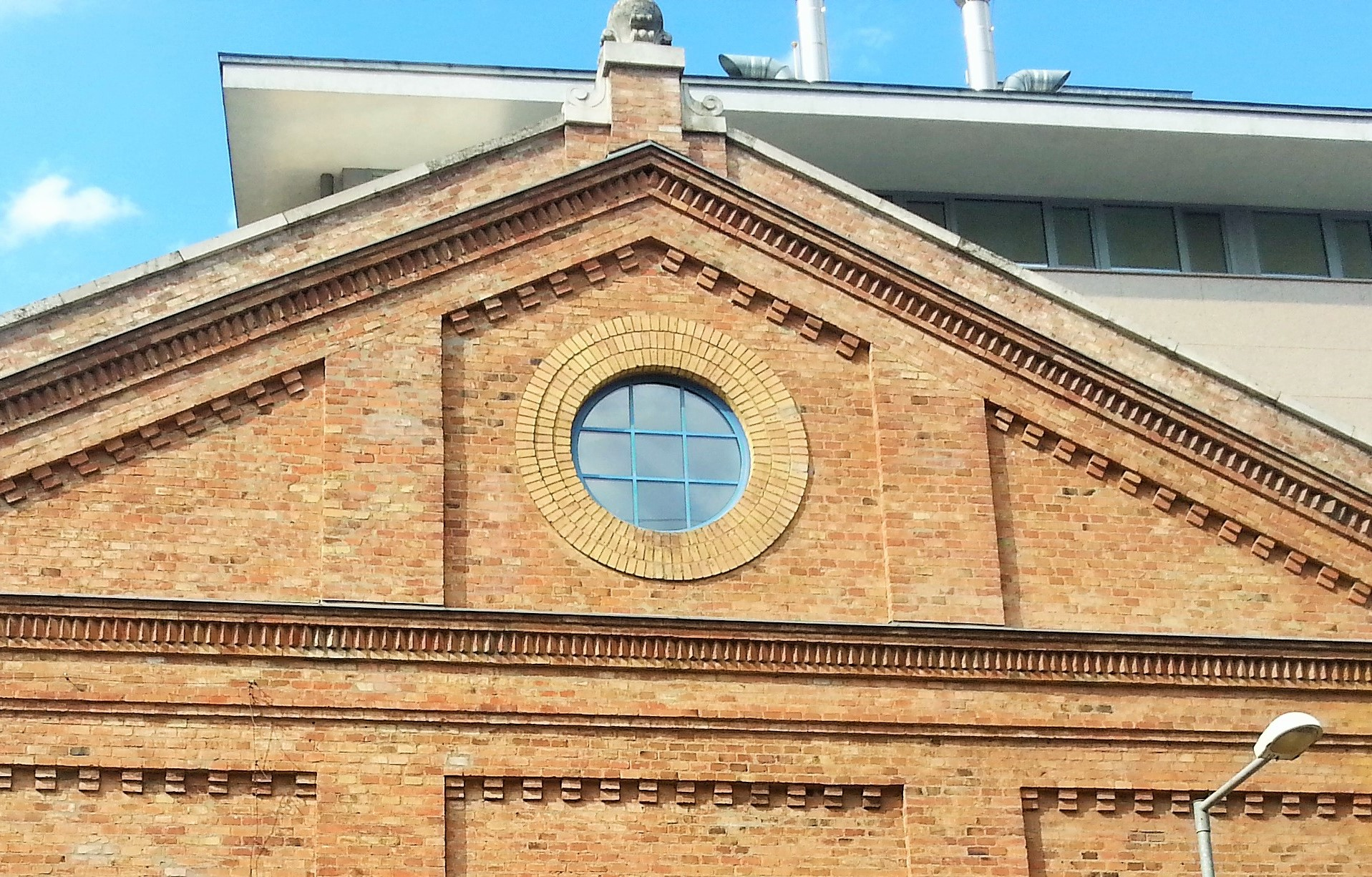
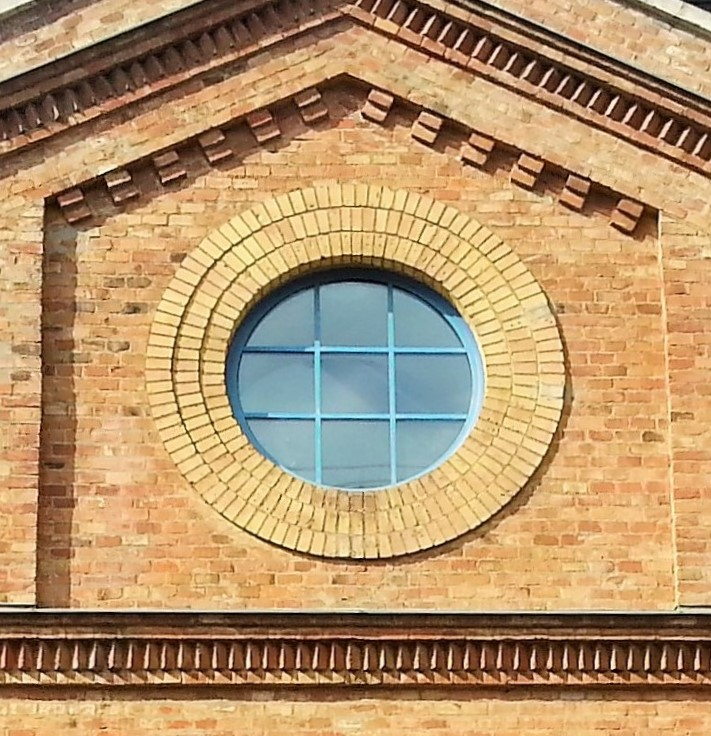
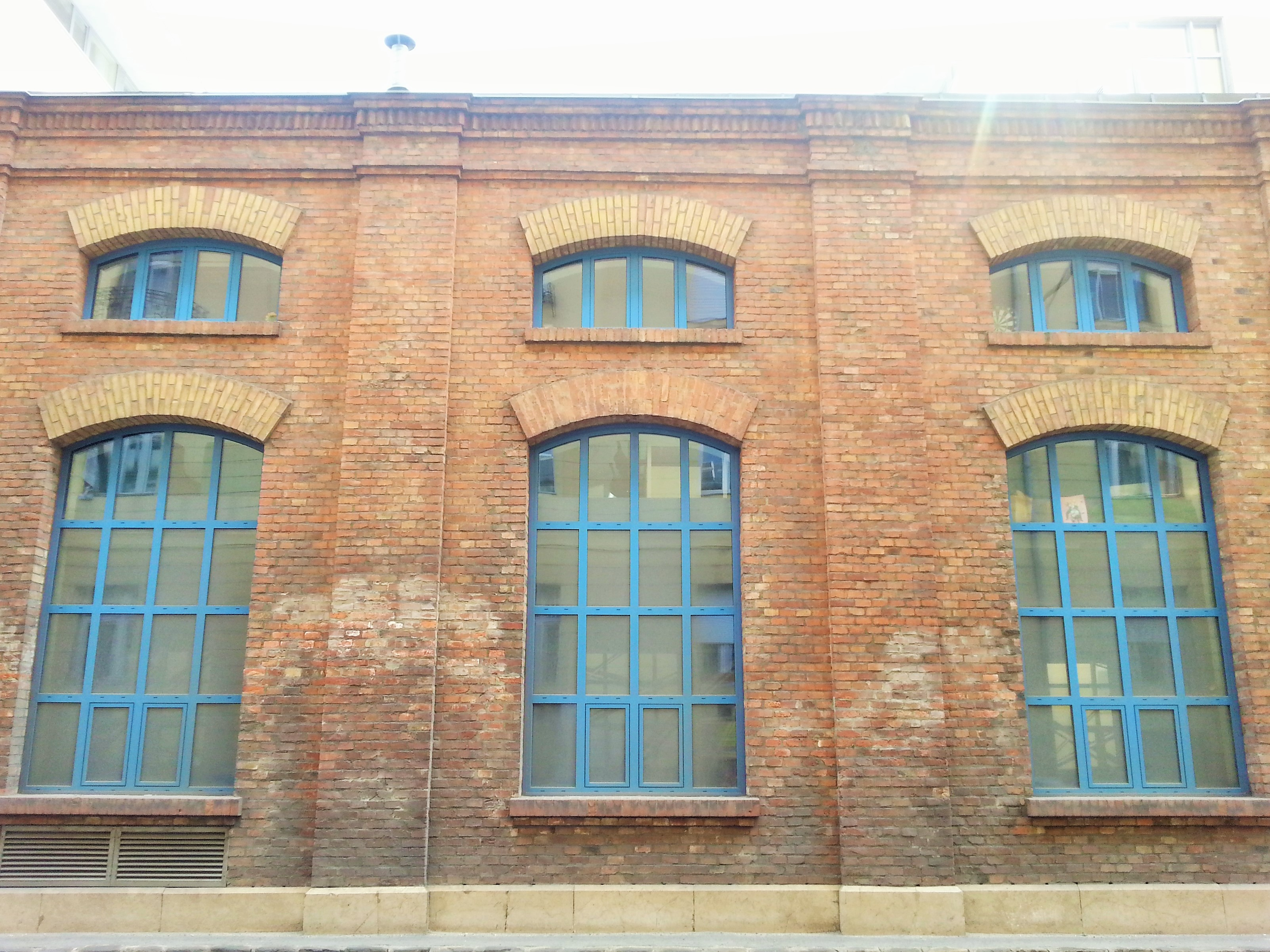
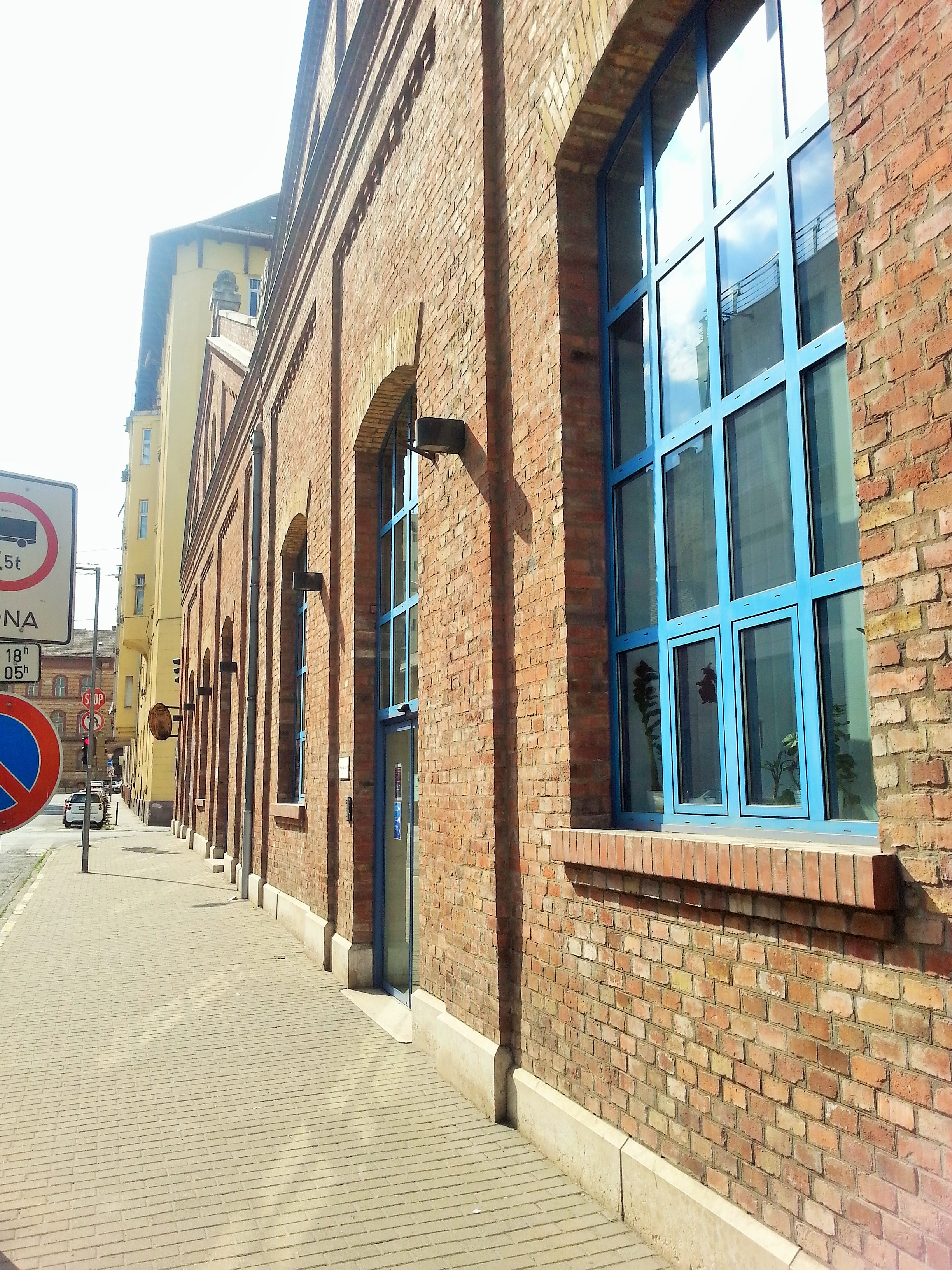
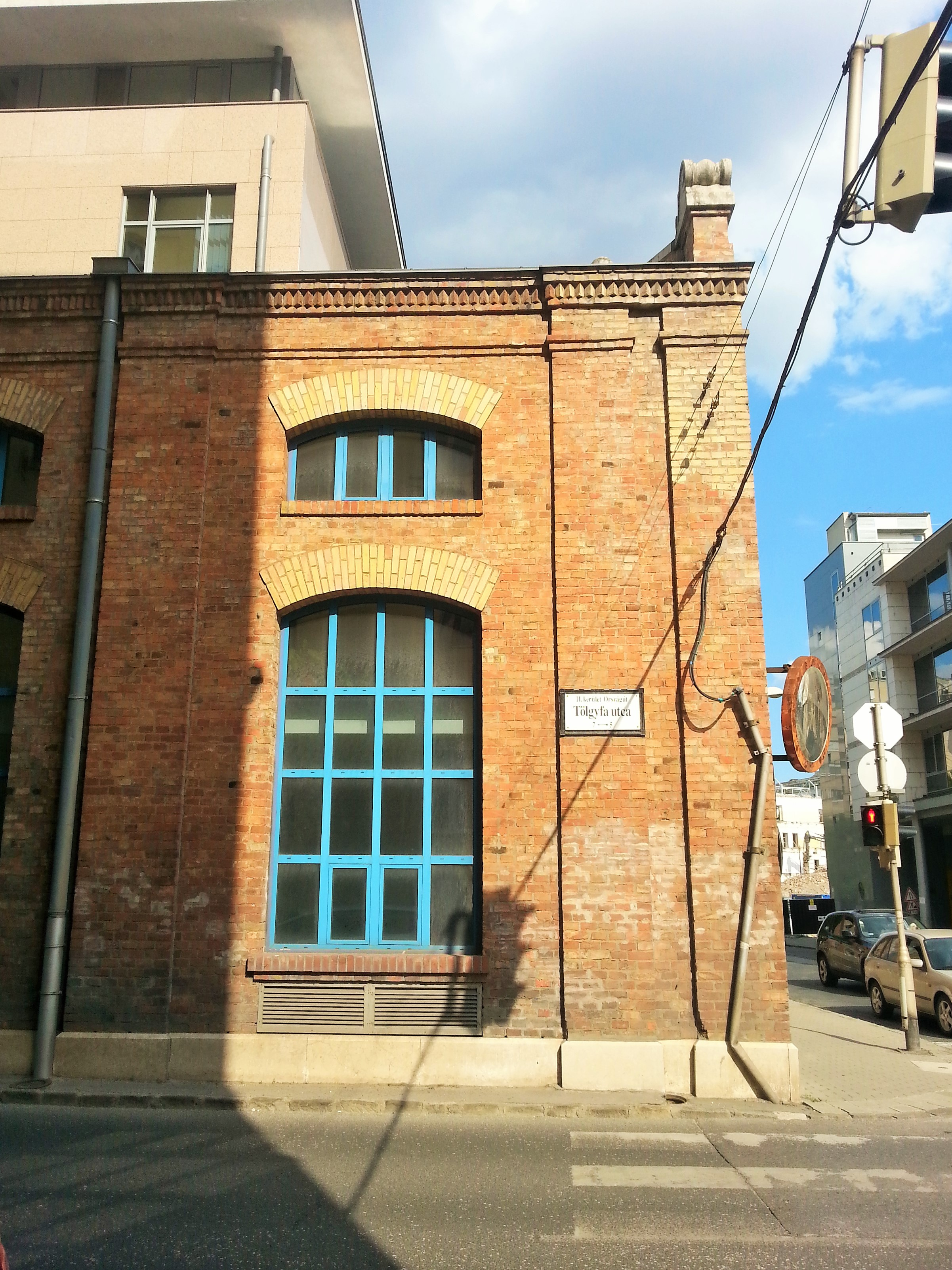
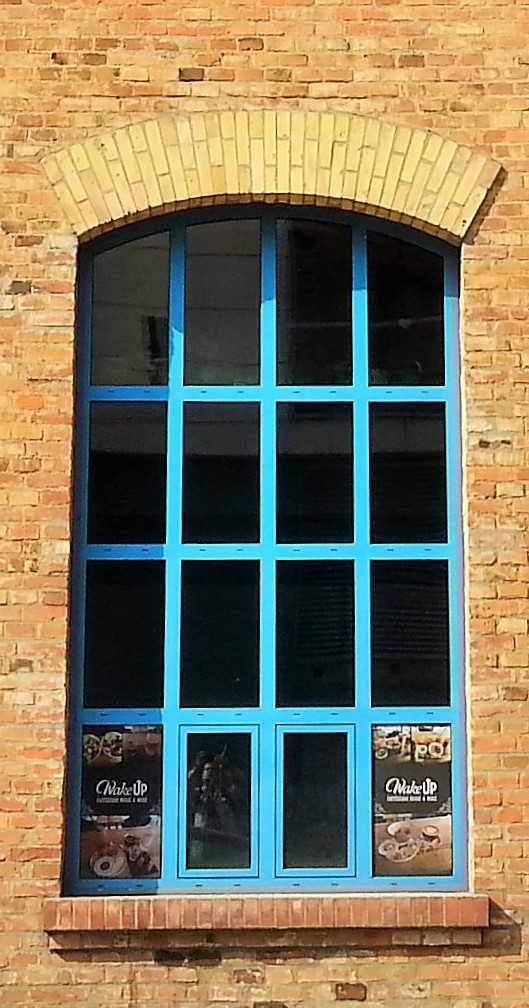
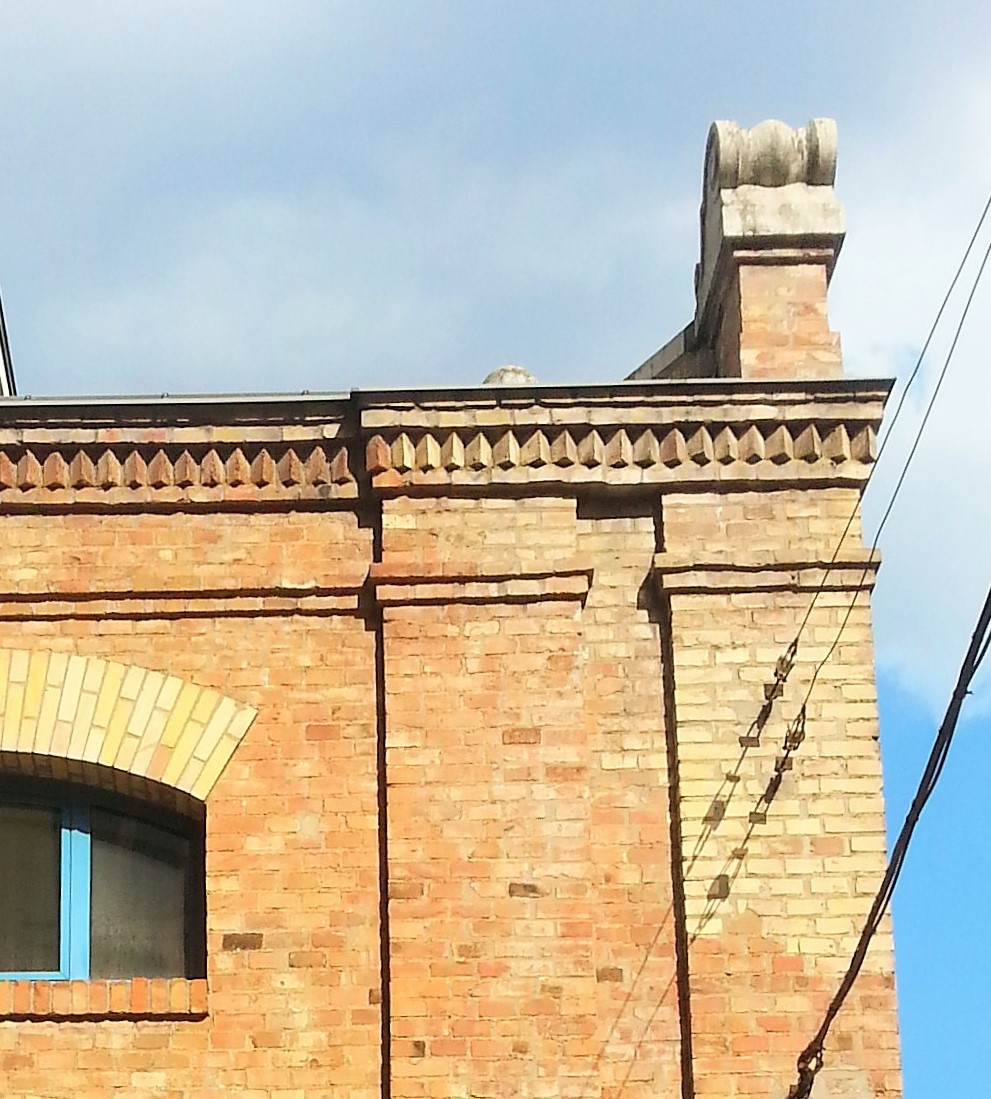
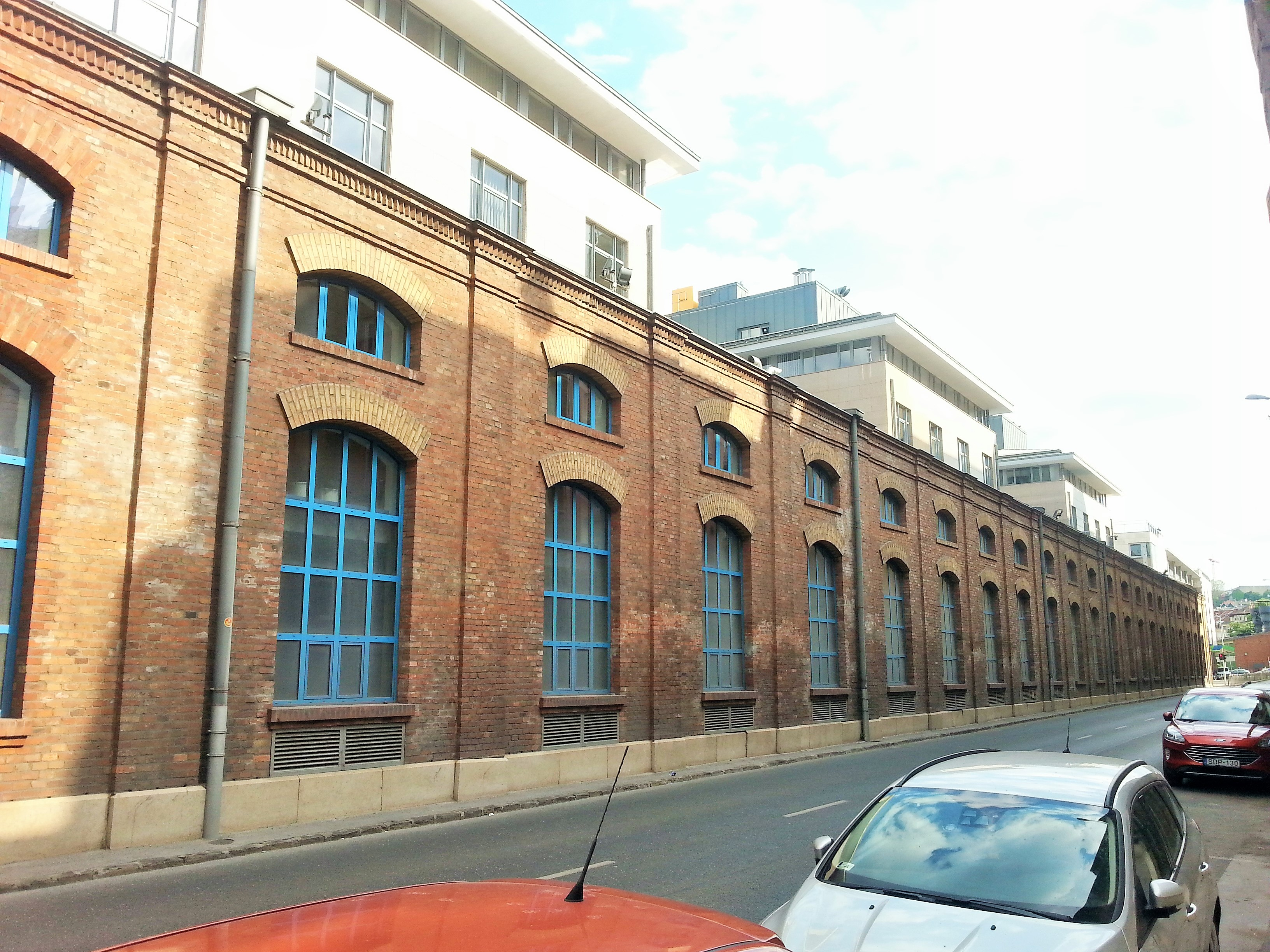
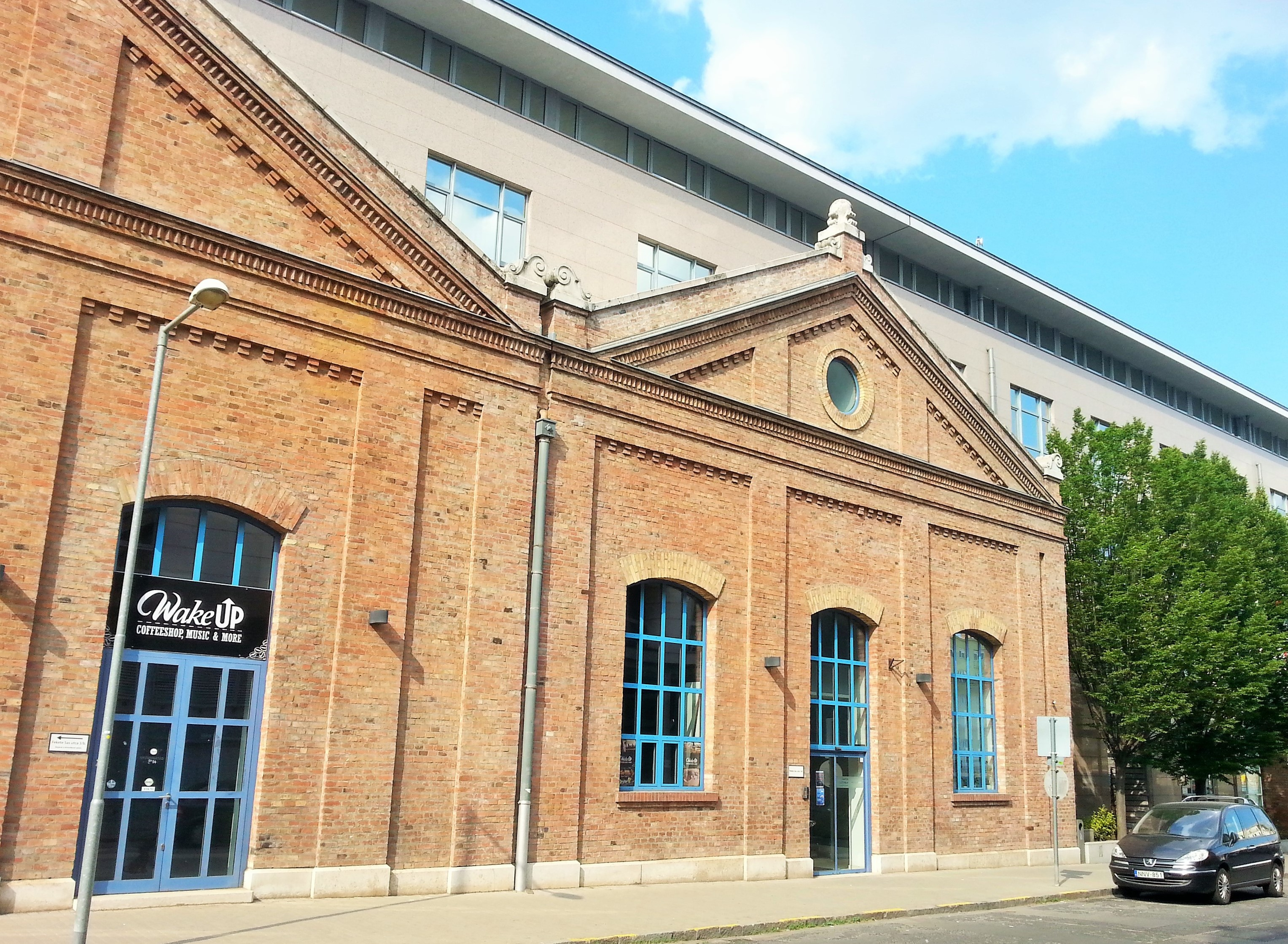